# Angelo Bagnasco
Angelo Bagnasco (Pontevico, 14 de enero de 1943) es un cardenal italiano. Fue arzobispo de Génova entre 2006 y 2020. 

## Biografía
Nació en Pontevico en 1943. Fue ordenado sacerdote el 29 de junio de 1966 por el cardenal Giuseppe Siri. En 1979 obtuvo el doctorado en Filosofía por la Universidad de Génova. 
Entre 1980 y 1998 fue profesor de las asignaturas de Metafísica y de Ateísmo contemporáneo en la Facoltà Teologica dell'Italia settentrionale. 

### Episcopado
En 1998 fue nombrado obispo de Pésaro, cargo en el que fue elevado a arzobispo en 2000. En 2003 fue nombrado arzobispo castrense de Italia. El 29 de agosto de 2006 fue nombrado arzobispo metropolitano de Génova. En 2007 asumió la presidencia de la Conferencia Episcopal Italiana.  En 2011 fue nombrado vicepresidente del Consejo de Conferencias Episcopales de Europa.

### Cardenalato
El 24 de noviembre de 2007 fue nombrado cardenal por el papa Benedicto XVI, con el título de cardenal-presbítero de Gran Madre de Dios. Con la renuncia del papa Benedicto XVI, Angelo Bagnasco fue considerado papable (sucesor potencial) en el cónclave de 2013.
El 8 de octubre de 2016 fue elegido presidente del Consejo de Conferencias Episcopales de Europa. El 8 de mayo de 2020 fue aceptada su renuncia como arzobispo de Génova.

### Cargos en la curia romana
- El 5 de mayo de 2015 fue confirmado como miembro de la Congregación para las Iglesias Orientales in aliud quinquennium.[3]

- El 6 de septiembre de 2016 fue confirmado como miembro de la Congregación para el Culto Divino y la Disciplina de los Sacramentos,[4] hasta 2022

- El 4 de mayo de 2021 fue confirmado como miembro de la Congregación para las Iglesias Orientales usque ad octogesimum annum.[5]

## Posiciones

### Aborto
Bagnasco ha expresado una fuerte oposición al aborto, especialmente con respecto a la píldora RU-486, que tiene efectos abortivos.

### Eutanasia
Bagnasco dijo en declaraciones a la agencia de noticias italiana ANSA en 2016 que «nos duele como cristianos, pero también nos duele como personas» que se permitiera la eutanasia en Bélgica para permitir que muriera un menor de 17 años con una enfermedad terminal. Ha asegurado que la eutanasia es un acto sin amor y que sigue un criterio secular más que religioso.

### Uniones homosexuales
Bagnasco condenó una sentencia dictada por los tribunales toscanos en 2014 que, por primera vez en Italia, reconoció el matrimonio de una pareja homosexual que se había casado en Nueva York. También ha descrito las uniones civiles homosexuales y los matrimonios entre personas del mismo sexo como un “caballo de Troya” que debilita fundamentalmente la institución de la familia.

## Sucesión
| Predecesor: Gaetano Michetti        | Obispo de Pesaro 3 de enero de 1998-11 de marzo de 2000                                                         | Sucesor: -                         |
| Predecesor: -                       | Arzobispo de Pesaro 11 de marzo de 2000-20 de junio de 2003                                                     | Sucesor: Piero Coccia              |
| Predecesor: Giuseppe Mani           | Arzobispo Castrense de Italia 20 de junio de 2003-29 de agosto de 2006                                          | Sucesor: Vincenzo Pelvi            |
| Predecesor: Tarcisio Bertone        | Arzobispo de Génova 29 de agosto de 2006 - 8 de mayo de 2020                                                    | Sucesor: Marco Tasca, O.F.M. Conv. |
| Predecesor: Camillo Ruini           | Presidente de la Conferencia Episcopal Italiana 7 de marzo de 2007-23 de mayo de 2017                           | Sucesor: Gualtiero Bassetti        |
| Predecesor: Ángel Suquía Goicoechea | Cardenal Presbítero de Gran Madre de Dios 24 de noviembre de 2007                                               | Sucesor: En el cargo               |
| Predecesor: Péter Erdő              | Presidente del Consejo de las Conferencias Episcopales de Europa 08 de octubre de 2016-25 de septiembre de 2021 | Sucesor: Gintaras Grušas           |

- Datos: Q378603
- Multimedia: Angelo Bagnasco / Q378603